# Harjana
Harjana (IPA: [ɦərɪˈjaːɳaː]) (IAST: हरियाणा) je indijska zvezna država v Severni Indiji. Oblikovana je bila leta 1966 iz bivše zvezne države Vzhodni Pandžab na podlagi jezikovne in kulturne enovitosti oziroma različnosti od preostalega Pandžaba.  Po teritoriju zavzema 44.212 km2. Glavno mesto je Čandigar, Faridabad pa je navečje mesto po številu prebivalcev; sčasoma pa je postalo najbolj obljudeno satelitsko mesto glavnega mesta Gurugram, ki je postal finančno središče tega dela Indije s sedežem mnogih podružnic multinacionalk. Harjana ima 6 administrativnih regij, 22 okrajev in  72 podokrajev, 93 davčnih občin (tehsilov),  154 trgov, 6.848 vasi ter 6222 vaških skupnosti (panchayats).